# Campionati sloveni di sci alpino 2019
I Campionati sloveni di sci alpino 2019 si sono svolti a Krvavec dal 23 al 30 marzo. Il programma ha incluso gare di discesa libera, supergigante, slalom gigante, slalom speciale e combinata, tutte sia maschili sia femminili.
Trattandosi di competizioni valide anche ai fini del punteggio FIS, vi hanno partecipato anche sciatori di altre federazioni, senza che questo consentisse loro di concorrere al titolo nazionale sloveno. 

## Risultati

### Uomini

#### Discesa libera
| Pos. | Atleta            | Nazione  | Tempo   |
| ---- | ----------------- | -------- | ------- |
| 1    | Klemen Kosi       | Slovenia | 1:43,51 |
| 2    | Boštjan Kline     | Slovenia | 1:43,64 |
| 2    | Niklas Köck       | Austria  | 1:43,64 |
| 4    | Klaus Brandner    | Germania | 1:43,69 |
| 5    | Nejc Naraločnik   | Slovenia | 1:44,09 |
| 6    | Miha Hrobat       | Slovenia | 1:44,31 |
| 7    | Christof Brandner | Germania | 1:44,52 |
| 8    | Stefan Rogentin   | Svizzera | 1:44,64 |
| 9    | Martin Bendik     | Slovenia | 1:45,21 |
| 10   | Stefan Eichberger | Austria  | 1:45,22 |

Data: sabato 30 marzo 2019

Località: Krvavec

1ª manche:

Ore: 

Pista: 

Partenza: 1 958 m s.l.m.

Arrivo: 1 602m s.l.m.

Dislivello: 356 m

Tracciatore: Peter Pen

2ª manche:

Ore: 

Pista: 

Partenza: 1 958 m s.l.m.

Arrivo: 1 602m s.l.m.

Dislivello: 356 m

Tracciatore: Peter Pen

#### Supergigante
| Pos. | Atleta            | Nazione     | Tempo |
| ---- | ----------------- | ----------- | ----- |
| 1    | Klemen Kosi       | Slovenia    | 58,17 |
| 2    | Miha Hrobat       | Slovenia    | 58,21 |
| 3    | Alexander Köll    | Svezia      | 58,33 |
| 4    | Urs Kryenbühl     | Svizzera    | 58,34 |
| 5    | Matteo De Vettori | Italia      | 58,91 |
| 6    | Christopher Hörl  | Moldavia    | 59,11 |
| 7    | Pirmin Hacker     | Austria     | 59,13 |
| 8    | Tilen Debelak     | Slovenia    | 59,15 |
| 9    | Marko Vukićević   | Serbia      | 59,17 |
| 10   | Maarten Meiners   | Paesi Bassi | 59,34 |

Data: mercoledì 27 marzo 2019

Località: Krvavec

Ore: 

Pista: 

Partenza: 1 958 m s.l.m.

Arrivo: 1 602 m s.l.m.

Dislivello: 356 m

Tracciatore: Gašper Markič

#### Slalom gigante
| Pos. | Atleta         | Nazione     | Tempo   |
| ---- | -------------- | ----------- | ------- |
| 1    | Štefan Hadalin | Slovenia    | 1:40,82 |
| 2    | Žan Kranjec    | Slovenia    | 1:41,81 |
| 3    | Filip Zubčić   | Croazia     | 1:42,00 |
| 4    | Axel Esteve    | Andorra     | 1:42,29 |
| 5    | Laurie Taylor  | Regno Unito | 1:42,97 |
| 6    | Boštjan Kline  | Slovenia    | 1:43,39 |
| 7    | Max van Rossum | Paesi Bassi | 1:43,46 |
| 8    | Miha Hrobat    | Slovenia    | 1:43,60 |
| 9    | Samuel Kolega  | Croazia     | 1:43,64 |
| 10   | Iain Innes     | Regno Unito | 1:43,97 |

Data: sabato 23 marzo 2019

Località: Krvavec

1ª manche:

Ore: 

Pista: 

Partenza: 1 840 m s.l.m.

Arrivo: 1 590 m s.l.m.

Dislivello: 250 m

Tracciatore: Mitja Valenčič

2ª manche:

Ore: 

Pista: 

Partenza: 1 840 m s.l.m.

Arrivo: 1 590 m s.l.m.

Dislivello: 250 m

Tracciatore: Matjaž Pozar

#### Slalom speciale
| Pos. | Atleta                  | Nazione     | Tempo   |
| ---- | ----------------------- | ----------- | ------- |
| 1    | Štefan Hadalin          | Slovenia    | 1:14,85 |
| 2    | Filip Zubčić            | Croazia     | 1:15,07 |
| 3    | Žan Kranjec             | Slovenia    | 1:15,09 |
| 4    | Samuel Kolega           | Croazia     | 1:15,66 |
| 5    | Elias Kolega            | Croazia     | 1:15,78 |
| 6    | Laurie Taylor           | Regno Unito | 1:15,97 |
| 7    | Alejandro Puente Tasias | Spagna      | 1:16,13 |
| 8    | Leon Nikić              | Croazia     | 1:16,68 |
| 9    | Borut Božič             | Slovenia    | 1:16,87 |
| 10   | Miha Hrobat             | Slovenia    | 1:17,58 |

Data: domenica 24 marzo 2019

Località: Krvavec

1ª manche:

Ore: 

Pista: 

Partenza: 1 748 m s.l.m.

Arrivo: 1 603 m s.l.m.

Dislivello: 145 m

Tracciatore: Aleš Piber

2ª manche:

Ore: 

Pista: 

Partenza: 1 748 m s.l.m.

Arrivo: 1 603 m s.l.m.

Dislivello: 145 m

Tracciatore: Rok Salej

#### Combinata
| Pos. | Atleta            | Nazione  | Tempo   |
| ---- | ----------------- | -------- | ------- |
| 1    | Miha Hrobat       | Slovenia | 1:41,87 |
| 2    | Klemen Kosi       | Slovenia | 1:42,83 |
| 3    | Pirmin Hacker     | Austria  | 1:43,06 |
| 4    | Alexander Köll    | Svezia   | 1:43,53 |
| 5    | Matteo De Vettori | Italia   | 1:44,33 |
| 6    | Nejc Naraločnik   | Slovenia | 1:44,45 |
| 7    | Elias Kolega      | Croazia  | 1:44,35 |
| 8    | Natko Zrnčić-Dim  | Croazia  | 1:44,42 |
| 9    | Marko Vukićević   | Serbia   | 1:44,53 |
| 10   | Borut Božič       | Slovenia | 1:44,71 |
| 10   | Tilen Debelak     | Slovenia | 1:44,71 |

Data: mercoledì 27 marzo 2019

Località: Krvavec

1ª manche:

Ore: 

Pista: 

Partenza: 1 958 m s.l.m.

Arrivo: 1 602 m s.l.m.

Dislivello: 356 m

Tracciatore: Gašper Markič

2ª manche:

Ore: 

Pista: 

Partenza: 

Arrivo: 

Dislivello: 

Tracciatore: Matjaž Marušič

### Donne

#### Discesa libera
| Pos. | Atleta              | Nazione              | Tempo   |
| ---- | ------------------- | -------------------- | ------- |
| 1    | Elvedina Muzaferija | Bosnia ed Erzegovina | 1:49,94 |
| 2    | Jera Kompan         | Slovenia             | 1:50,80 |
| 3    | Lana Zbašnik        | Croazia              | 1:51,82 |
| 4    | Maharu Yokouchi     | Giappone             | 1:53,10 |
| 5    | Anja Drev           | Slovenia             | 1:53,32 |
| 6    | Victoria Bolješić   | Serbia               | 1:53,68 |
| 7    | Simona Zelenková    | Rep. Ceca            | 2:00,46 |

Data: sabato 30 marzo 2019

Località: Krvavec

1ª manche:

Ore: 

Pista: 

Partenza: 1 958 m s.l.m.

Arrivo: 1 602m s.l.m.

Dislivello: 356 m

Tracciatore: Peter Pen

2ª manche:

Ore: 

Pista: 

Partenza: 1 958 m s.l.m.

Arrivo: 1 602m s.l.m.

Dislivello: 356 m

Tracciatore: Peter Pen

#### Supergigante
| Pos. | Atleta              | Nazione              | Tempo   |
| ---- | ------------------- | -------------------- | ------- |
| 1    | Fabiana Dorigo      | Germania             | 1:01,30 |
| 2    | Jessica Gfrerer     | Austria              | 1:01,89 |
| 3    | Saša Brezovnik      | Slovenia             | 1:02,01 |
| 4    | Elvedina Muzaferija | Bosnia ed Erzegovina | 1:02,24 |
| 5    | Nadine Kapfer       | Germania             | 1:02,69 |
| 6    | Sandra Absmann      | Austria              | 1:02,76 |
| 7    | Lana Zbašnik        | Croazia              | 1:02,80 |
| 8    | Selina Putz         | Austria              | 1:02,96 |
| 9    | Carolina Oberlader  | Austria              | 1:03,54 |
| 10   | Jera Kompan         | Slovenia             | 1:03,57 |
| 11   | Lina Knific         | Slovenia             | 1:03,61 |

Data: mercoledì 27 marzo 2019

Località: Krvavec

Ore: 

Pista: 

Partenza: 1 958 m s.l.m.

Arrivo: 1 602 m s.l.m.

Dislivello: 356 m

Tracciatore: Gašper Markič

#### Slalom gigante
| Pos. | Atleta              | Nazione              | Tempo   |
| ---- | ------------------- | -------------------- | ------- |
| 1    | Neja Dvornik        | Slovenia             | 1:44,91 |
| 2    | Alex Tilley         | Regno Unito          | 1:45,39 |
| 3    | Rebeka Oblak        | Slovenia             | 1:46,39 |
| 4    | Saša Brezovnik      | Slovenia             | 1:47,63 |
| 5    | Jera Kompan         | Slovenia             | 1:48,05 |
| 6    | Kia-Emilia Hakala   | Finlandia            | 1:49,01 |
| 7    | Elvedina Muzaferija | Bosnia ed Erzegovina | 1:49,56 |
| 8    | Lana Zbašnik        | Croazia              | 1:49,75 |
| 9    | Nika Murovec        | Slovenia             | 1:49,92 |
| 10   | Honor Clissold      | Regno Unito          | 1:49,99 |

Data: sabato 23 marzo 2019

Località: Krvavec

1ª manche:

Ore: 

Pista: 

Partenza: 1 840 m s.l.m.

Arrivo: 1 590 m s.l.m.

Dislivello: 250 m

Tracciatore: Mitja Valenčič

2ª manche:

Ore: 

Pista: 

Partenza: 1 840 m s.l.m.

Arrivo: 1 590 m s.l.m.

Dislivello: 250 m

Tracciatore: Matjaž Pozar

#### Slalom speciale
| Pos. | Atleta               | Nazione   | Tempo   |
| ---- | -------------------- | --------- | ------- |
| 1    | Neja Dvornik         | Slovenia  | 1:19,21 |
| 2    | Riikka Honkanen      | Finlandia | 1:19,95 |
| 3    | Kia-Emilia Hakala    | Finlandia | 1:21,94 |
| 4    | Lana Zbašnik         | Croazia   | 1:22,57 |
| 5    | Saša Brezovnik       | Slovenia  | 1:22,60 |
| 6    | Jera Kompan          | Slovenia  | 1:22,65 |
| 7    | Erika Pykäläinen     | Finlandia | 1:22,67 |
| 8    | Pika Dvornik         | Slovenia  | 1:22,69 |
| 9    | Ula Stella Podrepšek | Slovenia  | 1:22,83 |
| 10   | María Finnbogadóttir | Islanda   | 1:22,89 |

Data: domenica 24 marzo 2019

Località: Krvavec

1ª manche:

Ore: 

Pista: 

Partenza: 1 748 m s.l.m.

Arrivo: 1 603 m s.l.m.

Dislivello: 145 m

Tracciatore: Igor Zagernik

2ª manche:

Ore: 

Pista: 

Partenza: 1 748 m s.l.m.

Arrivo: 1 603 m s.l.m.

Dislivello: 145 m

Tracciatore: Aleš Rogelj

#### Combinata
| Pos. | Atleta              | Nazione              | Tempo   |
| ---- | ------------------- | -------------------- | ------- |
| 1    | Saša Brezovnik      | Slovenia             | 1:49,05 |
| 2    | Elvedina Muzaferija | Bosnia ed Erzegovina | 1:50,32 |
| 3    | Carolina Oberlader  | Austria              | 1:50,37 |
| 4    | Sandra Absmann      | Austria              | 1:50,57 |
| 5    | Lana Zbašnik        | Croazia              | 1:50,77 |
| 6    | Jera Kompan         | Slovenia             | 1:52,34 |
| 7    | Lina Knific         | Slovenia             | 1:52,64 |
| 8    | Maharu Yokouchi     | Giappone             | 1:55,17 |
| 9    | Anja Drev           | Slovenia             | 1:55,81 |
| 10   | Kateryna Pyrožko    | Ucraina              | 1:57,67 |

Data: mercoledì 27 marzo 2019

Località: Krvavec

1ª manche:

Ore: 

Pista: 

Partenza: 1 958 m s.l.m.

Arrivo: 1 602 m s.l.m.

Dislivello: 356 m

Tracciatore: Gašper Markič

2ª manche:

Ore: 

Pista: 

Partenza: 

Arrivo: 

Dislivello: 

Tracciatore: Matjaž Marušič